# Neighbours from Hell 2: On Vacation
Neighbours from Hell 2: On Vacation (hrv.Susjedi iz Pakla 2: Na odmoru) je strateška igra za PC. U Europi je izdanje za PC izdano u svibnju 2004. godine.

## Radnja
Gospodin Rottweiler je krenuo na odmor zajedno s majkom, djevojkom Olgom i njenim djetetom. Ali ne zna da je sa sobom poveo i slijepog putnika koji će ga sprječavati u normalnim aktivnostima postavljajući mu zamke na brodu i na destinaciji koje gospodin Rottweiler mijenja zbog čudnih stvari koje mu se događaju. U novom dijelu Woody ima i tri života, ali se ovog puta mora čuvati i opasne mame gospodina Rottweilera. Gospodin Rottweiler će proputovati Kinu, Indiju, Meksiko i na kraju će završiti u čamcu za spašavanje. Novi nastavak Neighbors from Hell donosi mnogo zanimljivih zamki, glazbene pozadine, različitih destinacija i mnogo zabave.

## Likovi
- Woody – Glavni lik kojim se upravlja u igri.
- Gospodin Rottweiler (Susjed iz Pakla) - susjed na kojem Woody mora izvoditi trikove.
- Mama - Majka gospodina Rottweilera.
- Olga – Žena u koju se gospodin Rottweiler zaljubio.
- Olgin sin – On je dječak kojeg gospodin Rottweiler pokušava zadovoljiti.
- Mamin pas - Pas koji pazi na majku gospodina Rottweilera.

## Vanjske poveznice
- Službena web-stranica Neighbors from Hell serijala  Arhivirana inačica izvorne stranice od 10. srpnja 2012. (Wayback Machine)
- Neighbors from Hell 2 na MobyGamesu  Arhivirana inačica izvorne stranice od 10. lipnja 2008. (Wayback Machine)